# Philodendron micranthum
Philodendron micranthum är en kallaväxtart som beskrevs av Eduard Friedrich Poeppig och Heinrich Wilhelm Schott. Philodendron micranthum ingår i släktet Philodendron och familjen kallaväxter. Inga underarter finns listade.